# Bittersüße Schokolade (Film)
Bittersüße Schokolade (Originaltitel: Como agua para chocolate) ist ein Filmdrama des mexikanischen Regisseurs Alfonso Arau. Er basierte auf dem erfolgreichen Roman Bittersüße Schokolade der mexikanischen Autorin Laura Esquivel, die auch das Drehbuch für die Verfilmung schrieb. Der Film erzählt die Liebesgeschichte von Tita und Pedro, die sich nicht verheiraten dürfen, weil Tita der Familientradition entsprechend als jüngstes Mädchen dazu bestimmt ist, die Mutter im Alter zu pflegen. Die Gefühle, die Tita nicht ausleben kann, lässt sie in die von ihr zubereiteten Speisen einfließen. Die Handlung spielt zum Teil in der Zeit der mexikanischen Revolution und bedient sich der Stilmittel des magischen Realismus. Die Hauptrollen wurden von Lumi Cavazos und Marco Leonardi gespielt. Der Film erhielt gute Kritiken und erzielte hohe Einspielergebnisse. Der internationale Erfolg, unter anderem auch in den USA, unterstützte die wieder aufstrebende mexikanische Filmindustrie, für Arau bedeutet er die Möglichkeit nach Hollywood zu gehen. Bittersüße Schokolade gewann 21 Filmpreise, darunter zehn Premio Ariels.

## Handlung
Am Anfang steht die Geburt von Tita, der dritten Tochter Elenas, 1895 auf einer Hazienda in Mexiko am Ufer des Rio Grande. Elena kommt während der Essensvorbereitungen mitten in der Küche auf einem Tisch nieder, die Köchin Nacha wird zur Geburtshelferin. Die Geburt ist begleitet mit einem Schwall von Elenas Fruchtwasser, dessen Salz nach Eintrocknung gewonnen wird. Der Vater von Tita stirbt kurze Zeit später an einem Herzinfarkt, als ihm das Gerücht zu Ohren kommt, er hätte nicht alle seine Töchter gezeugt, sondern eine sei von einem Mulatten. Weil daraufhin Elena die Milch versiegt, säugt Nacha auch das Kind. Tita wächst in der Küche auf und wird eingeführt in die mexikanische Kochkunst. Nacha wird zu ihrer eigentlichen Mutter.
Im Jahr 1910 leben die drei Schwestern Tita, Gertrudis und Rosaura mit ihrer Mutter Elena auf diesem Hof. Elena hat entschieden, dass Tita als jüngste Tochter entsprechend der Familientradition nicht heiraten darf, weil sie ihrer Mutter zu Diensten sein und sie im Alter pflegen soll. Doch Tita hat sich in Pedro verliebt und Pedro in sie. Als er offiziell mit seinem Vater um Titas Hand anhält, wird dies von Elena abgelehnt. Aber sie bietet ihm die Ehe mit Rosaura an, der ältesten Tochter. Pedro akzeptiert, um immer in Titas Nähe sein zu können. Am Vorabend der Hochzeit weint Tita in den Teig des Hochzeitskuchens hinein. Das führt dazu, dass alle Gäste, die von dem Kuchen essen, traurig an verlorenes Liebesglück in ihrem Leben denken müssen. Es kommt gar zu einem gemeinsamen Erbrechen am Ufer des Rio Grande. Große Gefühle sind also auch über das Essen vermittelbar. Solange wie möglich schiebt Pedro den Vollzug der Ehe mit Rosaura auch unter dem Verweis einer vermeintlichen Vergiftung durch den Kuchen hinaus. Elena ahnt etwas und misstraut Tita, zumal nun Pedro als Ehegatte von Rosaura auch auf dem Hof lebt.
Als Pedro Tita einen Rosenstrauß schenkt, offiziell als Dank für das tägliche Bereiten der wunderbaren Gerichte, überrascht Elena sie und befiehlt, die Rosen wegzuwerfen. Tita bereitet aber mit den Rosenblättern ein Wachtelgericht. Sie legt all ihr Begehren zu Pedro hinein. Nur Rosaura, die natürlich ein schwieriges Verhältnis zu Tita hat, wird von dem erotischen Zauber den Essens nicht erreicht. Gertrudis wird es so heiß, dass sie beim Duschen sogar das Duschhäuschen in Brand setzt. Nackt flieht sie in die offenen Arme des Revolutionsführers Juan de la Garza (Mexikanische Revolution), der ergriffen vom Rosenduft des Essens von einem nahen Gefecht lässt und Gertrudis auf sein Pferd nimmt, deren Blick ihn bei einer Begegnung kurz vorher schon bezaubert hat. Elena verstößt ihre entlaufene Tochter mit der Behauptung, sie sei im Bordell. Tita schickt ihr heimlich ihre Sachen nach. Elena ahnt, dass Tita hinter den Vorgängen stecken könnte, und will sie mit der Reitpeitsche züchtigen. Da erfährt sie, dass Nacha soeben in der Küche gestorben ist, und lässt von Tita ab.
Bei der Geburt von Rosauras erstem Kind ist Tita die Geburtshelferin. Weil Rosaura keine Milch hat, das Kind zu stillen, geschieht das Wunder, dass der Jungfrau Tita Milch in die Brust einschießt, so dass sie das übernehmen kann. So entwickelt sich ein sehr enges Verhältnis zwischen Tita und dem Kind. Wenn Rosaura den Säugling nimmt, so schreit er. Elena ist dies ein Dorn im Auge. Sie schickt die junge Familie über die Grenze nach Texas zu Verwandten, um sie von Tita zu trennen. Als Tita erfährt, dass das Kind dort gestorben ist, weil sie es nicht mehr stillen konnte, rebelliert sie gegen ihre Mutter Elena und macht diese für den Tod des Kindes verantwortlich. Sie flieht in den Taubenschlag und spricht nicht mehr.
Elena lässt sie als geisteskrank von dem ihr bekannten amerikanischen Arzt John Brown abholen und zu dessen Haus in Eagle Pass, Texas, bringen. John, der einen Sohn aus früherer Ehe hat, bemüht sich geduldig um Tita. Tita lernt sein Leben in Texas kennen, auch die Lebensphilosophie seiner Großmutter, wonach alle Menschen ein Bündel Zündhölzer in sich tragen, die einzeln entzündet der Seele Energie liefern. Um sie zu entzünden, braucht man als Sauerstoff den Atem eines lieben Menschen und eine Flamme, das könnte ein gutes Essen, Musik, Zärtlichkeit, Worte oder Klänge sein. Tita empfindet, dass oft ein in ihr entzündetes Streichholz ausgeblasen wurde. John warnt aber davor, alle Zündhölzer auf einmal zu entzünden. Das führe zu einer Helligkeit, in der ein heller Tunnel ansichtig werde, der die Seele sofort zur Vereinigung mit ihrem göttlichen Ursprung bringe. Als das mexikanische Hausmädchen Chencha vom heimatlichen Hof ihr eine selbst bereitete Ochsenschwanzsuppe bringt, spricht Tita wieder. John macht Tita einen Heiratsantrag, den sie aus Hochachtung vor Johns gutem Charakter annimmt.
Während John mit Tita und einigen Freunden in Texas einen Empfang geben, wird Elenas Hazienda durch Wegelagerer überfallen, die alle Frauen vergewaltigen. Dabei kommt Elena um. Zum Begräbnis zu Hause zurück findet Tita in einem Kästchen, dessen Schlüssel die Mutter immer um den Hals trug, den Hinweis, dass Elena ein geheimes Liebesverhältnis mit einem Mulatten hatte. Dieser ist der Vater von Gertrudis.
Rosaura bekommt ein zweites Kind, das Mädchen Esperanza. Weil sie so schwach ist, übernimmt wieder Tita die Versorgung der Tochter in der Küche. Sie wird wieder die Bezugsperson für das Kind. Voller Entsetzen und Verachtung muss Tita von Rosaura hören, dass ihre Nichte ihr Schicksal erleiden soll: Sie darf nicht heiraten und soll Rosaura im Alter pflegen. Beim Kochen denkt Tita, dass all diese verrotteten und faulen Worte, die Rosaura über die Zukunft ihrer Tochter äußerte, doch in ihr bleiben sollten. Fortan ist Rosaura von faulem Aufstoßen und Blähungen geplagt. Niemand hält es in ihrer Nähe aus. Rosaura bittet Tita um Hilfe und Tita verspricht, nur noch Essen zu kochen, das keine blähende Eigenschaften hat. Als John kommt, um offiziell um die Hand von Tita anzuhalten, wird das von Rosaura und Pedro akzeptiert. Doch Pedro passt Tita heimlich ab und verführt sie, die dem nur zu gern nachkommt. Sie wird schwanger.
Da erscheint Tita der Geist von Elena und verflucht sie und ihr Kind wegen ihres angeblich unmoralischen Lebens. Zum Fest des Jahreswechsels auf der Hazienda erscheinen plötzlich Rebellen. Gertrudis und ihr Mann sind die Anführer. Tita ist sehr froh ihre Schwester wieder zu sehen, zu der sie ein vertrautes Verhältnis hat, auch weil Gertrudis so gern die Leckereien von Tita isst. Gertrudis befreit sie von den moralischen Skrupeln wegen ihres Verhältnisses zu Pedro. Sie verweist auf die Ungerechtigkeit in der Vergangenheit, die ihr angetan wurde. Pedro erfährt, dass er Vater wird, und sie träumen wegzugehen. Aber ihre Verantwortung erlaubt das nicht. Jetzt kann Tita der nächsten Erscheinung ihrer Mutter Elena gestärkt entgegentreten. Diese will sie des Hofes verweisen. Aber Tita erinnert Elena, dass sie selbst es mit der Moralvorstellung, die sie so erbarmungslos vertritt, nicht ernst genommen hat. Da verschwindet der Geist. Aber er bewirkt noch, dass sich Pedro am Lagerfeuer verbrennt und Tita nicht mehr schwanger ist.
Tita pflegt Pedro. Er wird wieder gesund dank der Heilkraft eines mexikanischen Kaktus. Das Rezept hat sie von Nacha und dem Wissen von John, der von seiner Großmutter weiß, wie man damit umgeht. Tita gesteht John, dass sie zwischen ihm und einem anderen Mann, den John sofort als Pedro identifiziert, steht. Sie liebt diesen Mann, aber ihn liebe sie auch. Sie fühle sich wohl und sicher in seiner Nähe. John würde sie weiterhin heiraten wollen, wichtig sei ihm nur ihre Liebe. Rosaura, die nun auch von dem engen Verhältnis von Pedro und Tita weiß, will Tita des Hofes verweisen, mit den Worten von Elena, angetan mit dem Kleid von Elena.
Viele Jahre später, im Jahr 1934, zeigt sich bei der Hochzeit des Sohns von John mit Esperanza, der Tochter von Pedro und Rosaura, dass Tita John nie geheiratet hat. Inzwischen ist Rosaura an ihren Verdauungsproblemen gestorben. Pedro macht Tita nun einen Heiratsantrag, 22 Jahre nach dem ersten. Wieder zeigt sich, dass Tita ihre ganze Liebe in das Hochzeitsgericht gelegt hat, so dass sich alle in Liebe und Verlangen einander zuwenden. Nachdem die Gäste gegangen sind, führt Pedro Tita zu ihrem ehemaligen geheimen Treffpunkt, zu dem Bett in der Scheune, mit vielen Kerzen romantisch inszeniert, woran die Erscheinung von Nacha einen Anteil hatte. Während sie leidenschaftlich miteinander schlafen, stirbt Pedro an dem Feuer, das Tita in ihm entfacht hat. Verzweifelt gelingt es ihr, durch zusätzliches Essen von Zündhölzern auch ihr seelisches Bund von Zündhölzern auf einmal zu entzünden. Beide sehen den lichten Tunnel. Der Brand wird real und verschlingt die Hazienda.
Die Geschichte ihrer Großtante Tita wird von der Tochter Esperanzas erzählt, die am Anfang den Film einleitet, ihn beendet und immer wieder aus dem Off zu hören ist. Nur das Kochbuch Titas konnte gerettet werden. Nun bemüht sie sich so zu kochen wie ihre Mutter Esperanza und ihre Großtante Tita. Beide stehen als Erscheinung hinter ihr und blicken wohlwollend auf ihr Beginnen.

## Hintergrund
Alfonso Arau wollte den Roman Bittersüße Schokolade seiner Ehefrau Laura Esquivel anfangs nicht selbst verfilmen, da er ihn als emotional und feminin empfand und dachte, eine Regisseurin würde sich zur filmischen Umsetzung des Stoffes besser eignen. Er bekam die einzelnen Roman-Kapitel bereits während der Entstehung zu lesen und wollte eigentlich nur als Produzent des Films fungieren. Nachdem er bei mehreren Vorstellungsgesprächen keine geeignete Regisseurin hatte finden können, beschloss er, seiner Frau nachzugeben und den Film selbst zu drehen, wenn sie ihn beim Dreh unterstützen würde. So war Laura Esquivel oft am Set anwesend. Gedreht wurde in Ciudad Acuña und Piedras Negras in Mexiko und Eagle Pass, Texas in den USA.
Horst Peter Koll weist auf die Bedeutung des Originaltitels „Como Agua para Chocolate“, übersetzt „Wie Wasser für die Schokolade“, hin: In Mexiko wird heiße Schokolade mit Wasser, nicht mit Milch, zubereitet. „Wie Wasser für die Schokolade“ ist ein geflügeltes Wort, das jemanden charakterisiert, der höchst erwartungsvoll, höchst erregt ist.
Der Stil des Films mit der Kameraarbeit von Steven Bernstein und Emmanuel Lubezki zeichnete sich durch weichgezeichnete Bilder und warme Farben aus. Auch sein Thema mit einer nach emotionaler und sexueller Erfüllung suchenden Frau lenkte die Aufmerksamkeit des Publikums auf sich. Bittersüße Schokolade war außerhalb Mexikos vor allem in den Vereinigten Staaten kommerziell erfolgreich, wo er mit Einnahmen von 21.665.500 Dollar bis 1997 der kommerziell erfolgreichste ausländische Film war. Der Film war aber auch in Kanada, Deutschland, Spanien, Argentinien, Frankreich, Großbritannien, Australien und Südkorea und weiteren Ländern zu sehen und hatte damit für einen mexikanischen Film eine zu Beginn der 1990er-Jahre ungewöhnlich hohe Reichweite.

## Auszeichnungen
Bittersüße Schokolade war der große Gewinner bei der Verleihung des mexikanischen Filmpreises Premio Ariel im Jahr 1992. Er konnte zehn Preise erringen, darunter den Hauptpreis Goldene Ariel, den Alfonso Arau annahm. Eine Silberne Ariel erhielten Mario Iván Martínez als bester Schauspieler, Regina Torné als beste Schauspielerin, Margarita Isabel als beste Darstellerin in einer Kleinrolle, Claudette Maillé als beste Nebendarstellerin, Emmanuel Lubezki als bester Kameramann, Alfonso Arau als bester Regisseur und Laura Esquivel für das beste Drehbuch. Daneben konnte der Film die Preise für die beste Produktion und die besten Kulissen gewinnen. Im selben Jahr konnte Alonso Arau auf dem Festival Internacional de Cine en Guadalajara den Publikumspreis entgegennehmen. Beim Tokyo International Film Festival im Jahr 1992 gewannen Lumi Cavazos den Preis für die beste Hauptdarstellerin und Emmanuel Lubezki und Steven Bernstein den Preis für die beste Kameraarbeit. Beim Sudbury Cinéfest wurde Bittersüße Schokolade als bester ausländischer Film ausgezeichnet.
1993 erhielt Bittersüße Schokolade den Publikumspreis beim Gramado Film Festival in Brasilien. Zudem erhielt Lumi Cavazos die Auszeichnung als beste Schauspielerin und Claudette Maillé die als beste Nebendarstellerin. Beim Premios ACE in New York City im selben Jahr wurde der Film als bester Film ausgezeichnet. Daneben erhielt Alfonso Arau den Preis als bester Regisseur und Mario Iván Martínez wurde als bester Hauptdarsteller ausgezeichnet. Bittersüße Schokolade war 1993 zudem für den Golden Globe und den Goya jeweils als bester ausländischer Film nominiert, erhielt jedoch nicht die Auszeichnung.
Im Jahr 1994 wurde Bittersüße Schokolade bei den Independent Spirit Awards und den Kansas City Film Critics Circle Awards als bester ausländischer Film ausgezeichnet. In dieser Kategorie war er zudem bei den BAFTA Awards nominiert, verpasste jedoch die Auszeichnung.